# Sospensione (finanza)
Il trading halt è una sospensione delle contrattazioni di un titolo quotato in Borsa, che viene effettuata per dare tempo per la diffusione di informazioni rilevanti al mercato. In assenza di informazioni, infatti, il mercato non può ben funzionare, non essendo in grado di riequilibrarsi.
Durante questo periodo la Borsa invita le società a diffondere informazioni per ristabilire la parità informativa e frenare l'asimmetria informativa presente. 

## Motivi di sospensione
- richiesta della società: l'impresa deve diffondere informazioni rilevanti e in attesa blocca le contrattazioni.
- sospensione automatica: il titolo ha avuto un eccesso di rialzo o di ribasso. Se il titolo ha oscillazioni superiori al 10% scatta un alt automatico, perché o si è verificato un errore o qualcuno ha informazioni riservate o il mercato si sta muovendo senza motivo, perciò si invita tutti a riflettere meglio.